# Arrondissement électoral de Charleroi-Thuin

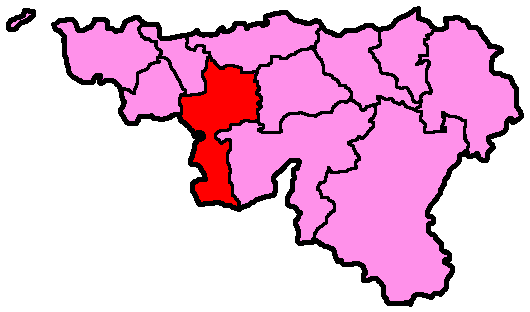
Arrondissement électoral de Charleroi-Thuin

Charleroi-Thuin est un arrondissement électoral en Belgique pour élire les membres du Parlement wallon depuis 2019. Il correspond aux arrondissements de Charleroi et de Thuin.